# Notholca jugosa
Notholca jugosa is een raderdiertjessoort uit de familie Brachionidae. De wetenschappelijke naam van deze soort is voor het eerst geldig gepubliceerd in 1887 door Gosse.